# Simsholmen

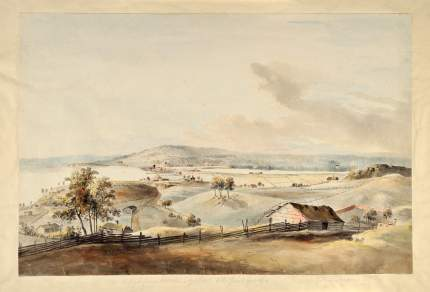
Utsikt från Dunkehalla av Jonas Carl Linnerhielm, omkring 1790. Simsholmen är den högra av de två skogsdungar som syns vid Munksjöns strand.

Simsholmen och Holmen var de två stora tallbevuxna landholmar, som låg omedelbart vid stranden av Munksjön i det förr stora träskområdet mellan Munksjön och Rocksjon. De låg söder om den på 1600-talet nyuppförda staden Jönköping, men hela området saknade ända fram till slutet av 1910-talet en farbar väg in till Öster. Den södra av dessa holmar kom senare att kallas Simsholmen och omgavs länge bara av sank- och kärrmarker. Simsholmen odlades upp och bebyggdes under 1700-talets senare del. Det sista bostadshuset revs på 1960-talet. 
I anslutning till östra delen av Simsholmen tillkom under 1800-talet ett litet torp eller stuga som kallades Lilla Simsholmen. Denna fanns kvar till mitten av 1900-talet. Odlingsområdet utvidgades efter hand och torpet Simsholmen utvecklades till en mindre gård. Marken på Simsholmen och ett område söderut utmed Munksjön såldes 1905 av Strömsbergs gård till Jönköpings stad, varefter en stadsplan fastställdes 1913. 
Simsholmen låg utmed den spångade gångvägen mot Ljungarum och blev under mitten och slutet av 1800-talet ett omtyckt utfyktsmål för stadsborna. Där öppnades en servering, och torpet användes även för festarrangemang.
Omedelbart söder om Simsholmen anlades 1923 Jönköpings Folkets park på den mark, där tidigare sommarnöjet Oscarshall låg. Under första hälften av 1930-talet anlades omedelbart sydost om Simsholmen gräsflygfältet Jönköpings flygfält.

## Simsholmens avloppsreningsverk
Simsholmens avloppsreningsverk byggdes på södra delen av Simsholmen 1968. Det är en 20 anläggningar för avloppsrening i Jönköpings kommun. Det är ett av de största, vid sidan av Huskvarnas, Bankeryds och Grännas avloppsreningsverk. Avloppsvattnet i Jönköping hade tidigare omhändertagits av Västra avloppsverket i Talavid och Östra avloppspumpverket i Liljeholmen, bägge vid stranden av Vättern. 
Simsholmens upptagningsområde innefattar tätorterna Jönköping, Norrahammar, Taberg och Barnarp. Den största delen av Jönköpings kommuns befolkningsökning beräknas ske inom detta område.